# RBW
RBW (Hangul: 알비 더블유; un acrónimo de Rainbow Bridge World) es una compañía discográfica surcoreana fundada por Kim Jin-woo y Kim Do-hoon,. La empresa tiene múltiples subsidiarias, incluidos RBW Japan, Modern RBW, WM Entertainment, DSP Media y Urban Works Media.

## Artistas
| RBW                                                             | RBW                                                                   | RBW | WM Entertainment          | WM Entertainment            | WM Entertainment                           |
| Grupos                                                          | Solistas                                                              | Actores | Grupos                    | Solistas                    | Actores                                    |
| --------------------------------------------------------------- | --------------------------------------------------------------------- | --- | ------------------------- | --------------------------- | ------------------------------------------ |
| - KARA - Mamamoo - Vromance - Oneus - Onewe - Purple Kiss - NXD | - Cosmic Girl - Moonbyul - Solar - David Young - Giuk - Swan - Rachel | - Kang Dae Hyun | - B1A4 - Oh My Girl - ONF | - Sandeul - YooA - Chaeyeon | - CNU - Gongchan - Seunghee - Yubin - Arin |
| DSP Media                                                       |                                                                       | | - B1A4 - Oh My Girl - ONF | - Sandeul - YooA - Chaeyeon | - CNU - Gongchan - Seunghee - Yubin - Arin |
| Grupos                                                          | Solistas                                                              | Actores | - B1A4 - Oh My Girl - ONF | - Sandeul - YooA - Chaeyeon | - CNU - Gongchan - Seunghee - Yubin - Arin |
| - Gavy NJ - Kard - Mirae - Baby Blue - Young Posse              | - Heo Young-ji - BM - Lee Jinjae - Ahn Ye Eun                         | - Lee Ji Hyun - Lee Joong Ok - Lee Hyung Hoon - Oh Hye Won - Lee Seo Young - Chung Ye Jin - Yoon Jung Hoon - Ju Hyeon - Byeon Seong Tae - Hwang Kyung Ha - Han Jei - Ahn Seo Hyun - Kim Chae Won - Kim Min | - B1A4 - Oh My Girl - ONF | - Sandeul - YooA - Chaeyeon | - CNU - Gongchan - Seunghee - Yubin - Arin |

## Subsidiarias
- RBW Japan
- Modern RBW
- WM Entertainment
- DSP Media
- Urban Works